# 西歌駅

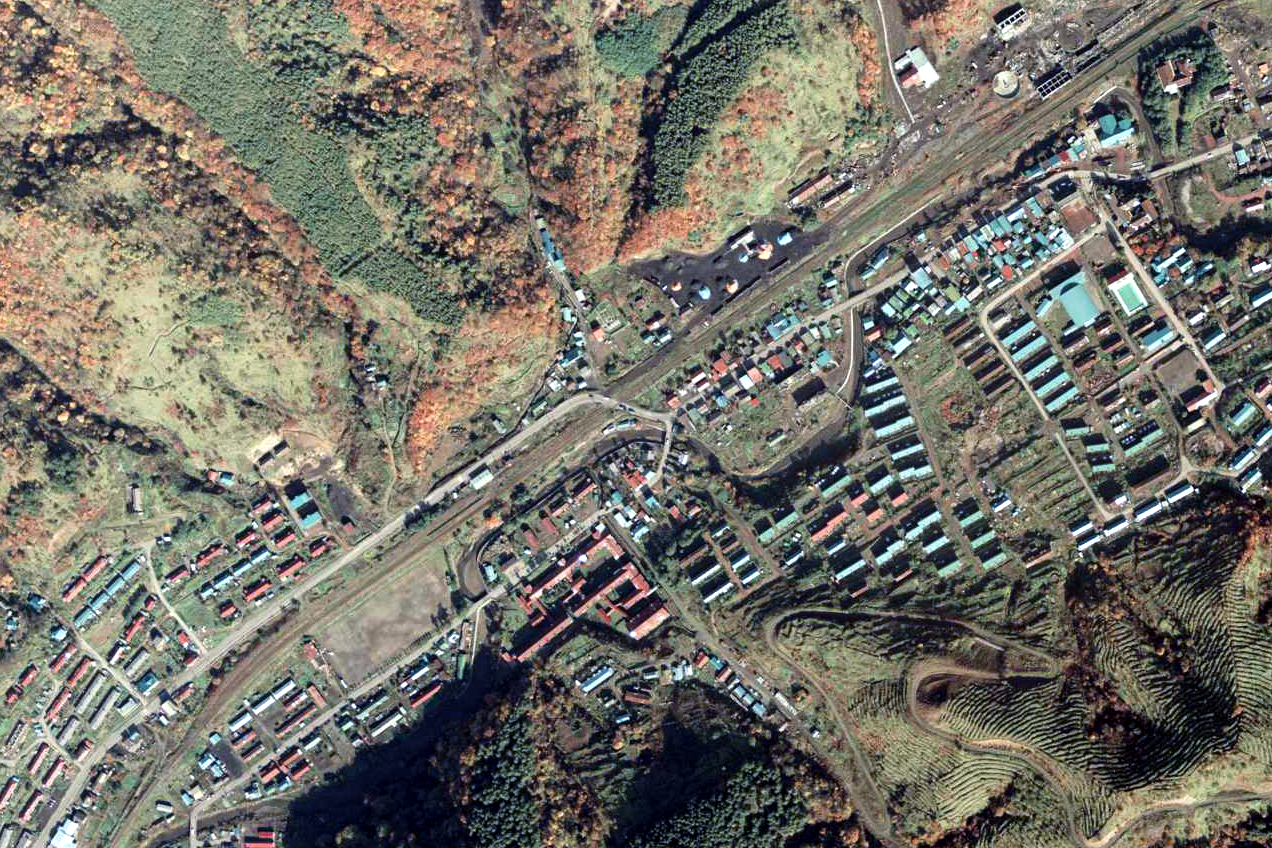
1976年の西歌駅と周囲500m×750m範囲。左下が砂川方面。中央より少し左寄りの水色屋根の建屋が駅舎。右上に住友歌志内炭砿の積込ホッパーの残骸が残る。三井文珠炭砿の選炭機と積込ホッパーはその左手の石炭で黒くなったヤードにあった。また南側の文珠炭砿専用線は、左下のカーブの丁度中央から分岐して、その右手に見えるグラウンドにあった積込設備へ敷かれていた。

西歌駅（にしうたえき）は、北海道（空知管内）歌志内市字文珠にかつて設置されていた、北海道旅客鉄道（JR北海道）歌志内線の駅（廃駅）である。電報略号はニタ。事務管理コードは▲131605。

## 歴史
1908年（明治41年）12月、住友石炭鉱業（現・住石マテリアルズ）赤平砿業所歌志内砿（以下住友歌志内炭砿と略）の前身である中村炭砿が貯炭場までの分岐線を設けた。その後この炭砿はいくつかの企業の経営権移動を経て1928年（昭和3年）12月から住友の経営となった。分岐線は当駅ができるまでは神威駅管理であったが、分岐点が神威駅から約1.5 kmと遠く離れていた事、1960年（昭和35年）にディーゼルカーが導入された事等により、住民と石炭積み出しの利便を図るため、市が土地と建設資金の一部を負担する条件で当駅が開設された。これにより住友歌志内炭砿の分岐線は当駅管轄となって、1971年（昭和46年）9月の同砿閉山まで石炭貨物の取扱を行なった。

### 開駅前史 文珠炭砿
なお、当駅が開設される以前、上記住友歌志内炭砿専用線の当駅方に三井鉱山砂川鉱業所文珠砿（以下三井文珠炭砿と略）の選炭工場と積込ホッパーが置かれており、同専用線を共同使用していたが、さらに大正期から昭和初期（時期不詳、昭和5年から昭和12年の間に廃止）に掛けて本線を挟んで南側（ペンケウタシナイ川側）にも積込ホッパーと専用線を有していた。後に文珠炭砿と称されるようになった炭鉱は1895年（明治28年）に後の上砂川駅裏の三井砂川鉱第二選炭機裏手に開坑した。当時はまだ上砂川支線が無かったため砂川駅まで道路を開削して馬搬していたが、その後1903年（明治36年）に坑口を歌志内線側に設けた。1904年（明治37年）に3人の共同経営者により文珠炭鉱と名付けられる。その後1908年（明治41年）に北海炭礦(株)の手に渡った。この北海炭礦は後の文珠駅に近い大曲の貯炭場へ馬車軌道を敷設し、さらにそこから神威駅まで人力で運搬していた。後に馬車鉄道を神威駅へ延伸させたと思われるが真相は不明。その後1917年（大正6年）から田中礦山(株)の経営となり、1922年（大正11年）3月3日より三井鉱山の経営となったが、その間に上記2本の専用線を利用するようになった 。三井文珠炭砿は1954年（昭和29年）に閉山した。

### 年表
- 1961年（昭和36年）2月10日：文珠駅 - 神威駅間に、一般駅として開駅[1]。住友歌志内炭砿専用線の管理が神威駅から当駅に移管[注 3]。
- 1972年（昭和47年）3月15日：貨物の取り扱いを廃止[1]。
- 1979年（昭和54年）6月15日：荷物の取り扱いを廃止[1]し、無人（簡易委託）化[16]。
- 1986年（昭和61年）11月：乗車券の発売を廃止し、完全無人化。
- 1987年（昭和62年）4月1日：国鉄分割民営化により、JR北海道に継承[1]。
- 1988年（昭和63年）4月25日：歌志内線の廃線に伴い、廃駅となる[1]。

### 駅名の由来
歌志内の西方にあることから。

## 駅構造
廃止時点で、単式ホーム1面1線を有する無人駅であった。

## 周辺施設
- 北海道道114号赤平奈井江線
- 道の駅うたしないチロルの湯
- 北海道中央バス「西歌」停留所

## 駅跡
駅跡には2021年（令和3年）7月に歌志内市地域おこし協力隊員の提案により、当時のデザインを再現した駅名標が設置されている。2021年から2022年にかけて旧歌志内線のうち歌志内市にあった5駅に駅名標レプリカを駅跡地に設置する事業が進められ各駅に設置された（西歌駅には2021年度に設置）。

## 隣の駅
北海道旅客鉄道（JR北海道）
歌志内線
文珠駅 - 西歌駅 - 神威駅